# David P. Williamson

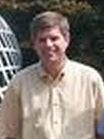
David P. Williamson, Oberwolfach 2003

David Paul Williamson (* 2. April 1967) ist ein US-amerikanischer Mathematiker und Informatiker, der sich mit Mathematischer Optimierung, Informatik und Operations Research befasst. Er ist Professor an der Cornell University.

## Ausbildung und Karriere

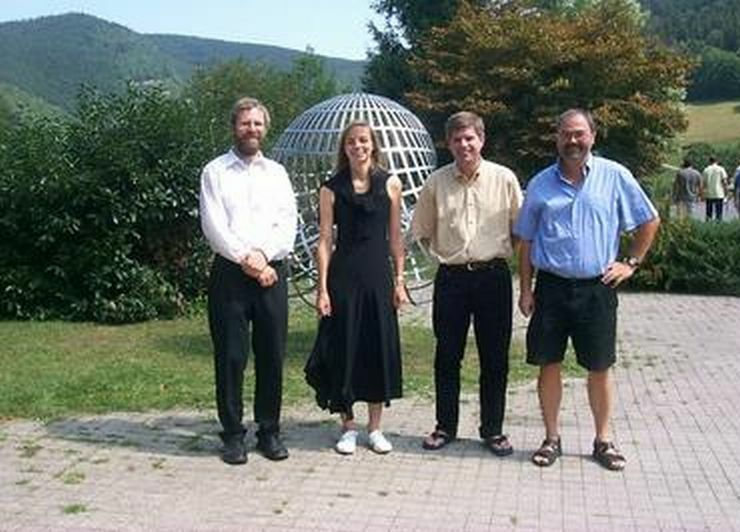
Von links: Torben Hagerup, Susanne Albers, David P. Williamson, Kurt Mehlhorn, Oberwolfach 2003

Williamson erhielt 1989 seinen Bachelor-Abschluss in Mathematik und 1990 seinen Master-Abschluss in Informatik am Massachusetts Institute of Technology, an dem er 1993 bei Michel Goemans promoviert wurde (On the design of approximation algorithms for a class of graph problems). Als Post-Doktorand war er bei Éva Tardos an der Cornell University und dann am IBM Thomas J. Watson Research Center. 2000 bis 2003 war er Senior Manager der Computer Science Principles and Methodologies Group am Almaden Research Center von IBM. Ab 2004 war er Professor an der Cornell University.

## Forschung
Mit Goemans fand er einen Näherungsalgorithmus für das Max-Cut-Problem. Er entwickelte auch Näherungsalgorithmen für andere Probleme im Bereich Operations Research, wie dem Problem des Handlungsreisenden oder für Scheduling.
Er ist Herausgeber des SIAM Journal of Discrete Mathematics.

## Preise und Ehrungen
- 1994: A.-W.-Tucker-Preis[2]
- 2000: Fulkerson-Preis (mit Michel Goemans)
- 1999: SIAM Group of Optimization Prize
- 2010: Humboldt-Forschungspreis
- 2013: Frederick-W.-Lanchester-Preis[3]
- seit 2013: Fellow der Association for Computing Machinery
- 2016: Fellow der Society for Industrial and Applied Mathematics
- 2022: Leroy P. Steele Prize for Seminal Contribution to Research[4]

## Schriften
- mit David B. Shmoys: The Design of Approximation Algorithms. Cambridge University Press, Cambridge 2011, ISBN 0-521-19527-6.
- mit Guolong Lin, Chandrashekhar Nagarajan, Rajmohan Rajaraman: A General Approach for Incremental Approximation and Hierarchical Clustering. In: SIAM Journal on Computing. Band 39, Nummer 8, 2010, S. 3633–3669, doi:10.1137/070698257.
- mit Mateo Restrepo: A Simple GAP-Canceling Algorithm for the Generalized Maximum Flow Problem. In: Mathematical Programming. Band 118, Nummer 1, 2009, S. 47–74, doi:10.1007/s10107-007-0183-8.
- mit Anke van Zuylen: Deterministic Pivoting Algorithms for Constrained Ranking and Clustering Problems. In: Mathematics of Operations Research. Band 34, Nummer 3, 2009, S. 594–620, JSTOR:40538434.
- mit Yogeshwer Sharma: Stackelberg Thresholds in Network Routing Games or the Value of Altruism. In: Games and Economic Behavior. Band 67, Nummer 1, 2009, S. 174–190, doi:10.1016/j.geb.2009.06.006.
- mit Michel X. Goemans: Improved Approximation Algorithms for Maximum Cut and Satisfiability Problems Using Semidefinite Programming. In: Journal of the ACM. Band 42, Nummer 6, 1995, S. 1115–1145, doi:10.1145/227683.227684.